# Springvandspladsen
Springvandspladsen er en centrale plads i Hjørring i Nordjylland. Den ligger hvor Østergade, Strømgade, Søndergade og Jernbanegade mødes. Østergade og Strømgade er gågader, hvor pladsen indgår, og den er således en central del af byens detailhandelsområde.
Pladsen bruges til forskellige arrangementer i løbet af året. I 2025 blev den bl.a. brugt til markering af 80-året for Befrielsen.
I 1935 blev der opstillet en vandkunst kaldet "Fontæne" udført af billedhuggeren Axel Poulsen. Ved Hjørrings 750-års købstadsjubilæum i 1993 blev det besluttet at flytte denne til Rådhustorvet. I stedet blev der opstille enskulptur kaldet Ringen udført af billedhuggeren Claes Hakes.
Blandt de bygninger, der har adresse på torvet, er en af Hjørring Kommunes bygninger.